# Eastland
Eastland ist die Bezirkshauptstadt und Sitz der Countyverwaltung (County Seat) des Eastland County im US-Bundesstaat Texas in den Vereinigten Staaten. Das U.S. Census Bureau hat bei der Volkszählung 2020 eine Einwohnerzahl von 3609 ermittelt.

## Geographie
Die Stadt liegt nördlich der Interstate 20 im Norden des Countys, nördlich des geografischen Zentrums von Texas.

## Demografische Daten
Nach der Volkszählung im Jahr 2000 lebten hier 3.769 Menschen in 1.475 Haushalten und 998 Familien. Die Bevölkerungsdichte betrug 514,2 Einwohner pro km². Ethnisch betrachtet setzte sich die Bevölkerung zusammen aus 91,64 % weißer Bevölkerung, 1,80 % Afroamerikanern, 0,53 % amerikanischen Ureinwohnern, 0,13 % Asiaten, 0,05 % Bewohnern aus dem pazifischen Inselraum und 4,67 % aus anderen ethnischen Gruppen. Etwa 1,17 % waren gemischter Abstammung und 12,89 % der Bevölkerung waren spanischer oder lateinamerikanischer Abstammung.
Von den 1475 Haushalten hatten 33,8 % Kinder unter 18 Jahre, die im Haushalt lebten. 53,2 % davon waren verheiratete, zusammenlebende Paare. 10,8 % waren allein erziehende Mütter und 32,3 % waren keine Familien. 29,4 % aller Haushalte waren Alleinstehenden (Single)-haushalte und in 15,5 % lebten Menschen, die 65 Jahre oder älter waren. Die Durchschnittshaushaltsgröße betrug 2,45 und die durchschnittliche Größe einer Familie belief sich auf 3,04 Personen.
25,7 % der Bevölkerung waren unter 18 Jahre alt, 9,1 % von 18 bis 24, 25,2 % von 25 bis 44, 20,2 % von 45 bis 64, und 19,8 % die 65 Jahre oder älter waren. Das Durchschnittsalter war 38 Jahre. Auf 100 weibliche Personen aller Altersgruppen kamen 89,6 männliche Personen. Auf 100 Frauen im Alter von 18 Jahren und darüber kamen 85,2 Männer.

Das jährliche Durchschnittseinkommen eines Haushalts betrug 28.277 USD, das Durchschnittseinkommen einer Familie 34.333 USD. Männer hatten ein Durchschnittseinkommen von 27.072 USD gegenüber den Frauen mit 16.574 USD. Das Prokopfeinkommen betrug 17.339 USD. 17,0 % der Bevölkerung und 14,2 % der Familien lebten unterhalb der Armutsgrenze. Davon waren 25,0 % Kinder und Jugendliche unter 18 Jahren und 12,7 % waren 65 oder älter.

## Söhne und Töchter der Stadt
- Wilburn Wilson Dick (1907–2003), Lehrer und Politiker
- Richard D. Lawrence (1930–2016), Generalleutnant der United States Army